# Pierre Fresnay
Pierre Fresnay (4 d'abril de 1897 - 9 de gener de 1975) va ser un actor teatral i cinematogràfic francès.

## Biografia
El seu veritable nom era Pierre Jules Louis Laudenbach, i va néixer a París, França. El seu oncle, l'actor Claude Garry, va ser qui el va convèncer perquè fes una carrera com a actor teatral i cinematogràfic, i Fresnay va arribar a ser una de les més importants personalitats de la interpretació de la seva època.
En la dècada de 1920 Fresnay va actuar en moltes produccions populars, destacant el paper principal de l'obra de Marcel Pagnol Marius (1929), que es va representar en més de 500 ocasions. La seva primera gran actuació per al cinema va arribar amb el film Marius (1931), adaptació de l'obra del mateix nom. Va fer el mateix paper en altres dues pel·lícules dirigides per Marcel Pagnol, Fanny (1932) i César (1936).
Va participar en més de seixanta films, vuit dels quals amb Yvonne Printemps, amb qui va viure a partir de 1934. Aquest mateix any va actuar en la primera versió de l'obra de Alfred Hitchcock L'home que sabia massa.
Una altra de les seves pel·lícules més notables va ser el títol èpic de 1937 La grande illusion, dirigida per Jean Renoir.
Va ser soldat de l'Exèrcit Francès durant la Primera Guerra Mundial, i després de la contesa va tornar a la seva carrera considerat com un heroi. No obstant això, sota l'ocupació alemanya en la Segona Guerra Mundial, Fresnay va treballar per a la companyia cinematogràfica franc-alemanya Continental, per a la qual va rodar l'obra de Henri-Georges Clouzot Le Corbeau i altres films. Després de la guerra va ser detingut i empresonat, acusat de col·laboracionisme. Després de sis setmanes va ser alliberat per falta de proves. Malgrat les declaracions de Fresnay explicant que havia treballat al cinema per a ajudar a salvar la indústria cinematogràfica francesa en un període de crisi, la seva popularitat es va veure disminuïda.
En 1947 va ser Vicenç de Paül en Monsieur Vincent, interpretació per la qual va guanyar la Copa Volpi al millor actor en el Festival de Venècia. També va ser el Premi Nobel de la Pau Albert Schweitzer en Il est minuit, Docteur Schweitzer (1952).
En 1954 va publicar les seves memòries, Je suis comédien. Pierre Fresnay va continuar actuant amb regularitat tant al cinema com en el teatre al llarg de la dècada de 1960. En els anys setanta va fer pocs treballs per a la TV i per al cinema. A partir de llavors va viure amb l'actriu i cantant francesa Yvonne Printemps, alhora que co-dirigia el Teatre de la Michodière, a París. Va morir en 1975 a causa de problemes respiratoris en Neuilly-sur-Seine, i va ser enterrat en aquesta mateixa localitat.
En la seva autobiografia My Name Escapes Me, Alec Guinness afirma que Fresnay era el seu actor favorit.

## Filmografia selecta
| Any  | Títol                     | Paper                             | Director              |
| ---- | ------------------------- | --------------------------------- | --------------------- |
| 1931 | Marius                    | Marius Olivier, fill de César     | Alexander Korda       |
| 1932 | Fanny                     | Marius Olivier, fill de César     | Marc Allégret         |
| 1934 | The Man Who Knew Too Much | Louis Bernard                     | Alfred Hitchcock      |
| 1935 | Kœnigsmark                | Raoul Vignerte, professor francès | Maurice Tourneur      |
| 1936 | César                     | Marius Olivier, fill de César     | Marcel Pagnol         |
| 1937 | Salònica, niu d'espies    | Capità Georges Carrère            | Georg Wilhelm Pabst   |
| 1937 | La grande illusion        | Capità Boeldieu                   | Jean Renoir           |
| 1938 | Adrienne Lecouvreur       | Maurice de Saxe                   | Marcel L'Herbier      |
| 1939 | Le Duel                   | Pare Daniel Maurey                | Pierre Fresnay mateix |
| 1939 | La Charrette fantôme      | David Holm                        | Julien Duvivier       |
| 1942 | L'Assassin habite au 21   | "Monsieur Wens                    | Henri-Georges Clouzot |
| 1943 | Le Corbeau                | Doctor Rémy Germain               | Henri-Georges Clouzot |
| 1943 | La Main du diable         | Roland Brissot                    | Maurice Tourneur      |
| 1944 | Le Voyageur sans bagage   | Gaston                            | Jean Anouilh          |
| 1947 | Monsieur Vincent          | Vincenç de Paül                   | Maurice Cloche        |
| 1949 | La Valse de Paris         | Jacques Offenbach                 | Marcel Achard         |
| 1949 | Vient de paraître         | Moscat                            | Jacques Houssin       |
| 1949 | Au grand balcon           | Gilbert Carbot                    | Henri Decoin          |
| 1950 | Justícia feta             | narrador                          | André Cayatte         |
| 1950 | Dieu a besoin des hommes  | Thomas Gourvennec                 | Jean Delannoy         |
| 1951 | Le Voyage en Amérique     | Gaston Fournier                   | Henri Lavorel         |
| 1953 | Napoleon Road             | Édouard Martel                    | Jean Delannoy         |
| 1954 | Le Défroqué               | Maurice Morand                    | Léo Joannon           |
| 1955 | Si tous les gars du monde | narrador                          | Christian Jaque       |
| 1956 | Nostra Senyora de París   | narrador                          | Jean Delannoy         |
| 1957 | Les Fanatiques            | Luis Vargas                       | Alex Joffé            |

## Premis
| Any  | Esdeveniment                                     | Categoria              | Pel·lícula       | Resultat  | Cita  |
| ---- | ------------------------------------------------ | ---------------------- | ---------------- | --------- | ----- |
| 1947 | Festival de Venècia                              | Copa Volpi             | Monsieur Vincent | Guanyador |       |
| 1956 | Medalles del Cercle d'Escriptors Cinematogràfics | Millor actor estranger | El renegat       | Guanyador | [ 5 ] |